# Gwiazdy polskiej muzyki lat 80. (album Chłopców z Placu Broni)
Gwiazdy polskiej muzyki lat 80. – album kompilacyjny zespołu Chłopcy z Placu Broni wydany w 2007 roku jako dodatek do gazety. Płyta pochodzi z kolekcji „Dziennika” i jest dwudziestą trzecią częścią cyklu „Gwiazdy polskiej muzyki lat 80.”.

## Spis utworów
źródło:
| Nr  | Tytuł utworu                        | Muzyka                        | Tekst              | Długość |
| --- | ----------------------------------- | ----------------------------- | ------------------ | ------- |
| 1.  | „O! Ela”                            | Bogdan Łyszkiewicz            | Bogdan Łyszkiewicz | 3:10    |
| 2.  | „Kocham wolność”                    | Bogdan Łyszkiewicz            | Bogdan Łyszkiewicz | 3:23    |
| 3.  | „Krzyż”                             | Franz Dreadhunter             | Rafał Wojaczek     | 4:17    |
| 4.  | „Naprawić świat”                    | Bogdan Łyszkiewicz            | Bogdan Łyszkiewicz | 3:07    |
| 5.  | „Chwalcie potęgę pieniądza”         | Bogdan Łyszkiewicz            | Wiesław Dymny      | 2:43    |
| 6.  | „Kiedy już będę dobrym człowiekiem” | Bogdan Łyszkiewicz            | Bogdan Łyszkiewicz | 3:33    |
| 7.  | „Szukałem ciebie”                   | Bogdan Łyszkiewicz            | Bogdan Łyszkiewicz | 4:33    |
| 8.  | „Jesteśmy nieśmiertelni”            | Bogdan Łyszkiewicz            | Bogdan Łyszkiewicz | 3:50    |
| 9.  | „Chory kraj”                        | Marek Siegmund, Paweł Nazimek | Bogdan Łyszkiewicz | 3:20    |
| 10. | „Nasz nowy hymn”                    | Bogdan Łyszkiewicz            | Bogdan Łyszkiewicz | 3:40    |
| 11. | „The Beatles”                       | Bogdan Łyszkiewicz            | Bogdan Łyszkiewicz | 3:22    |
| 12. | „Jestem niewolnikiem”               | Bogdan Łyszkiewicz            | Bogdan Łyszkiewicz | 4:39    |
| 13. | „Kocham cię”                        | Bogdan Łyszkiewicz            | Bogdan Łyszkiewicz | 4:36    |
| 14. | „To koniec”                         | Bogdan Łyszkiewicz            | Bogdan Łyszkiewicz | 3:51    |
|     |                                     |                               |                    | 52:04   |